# 大逃杀游戏

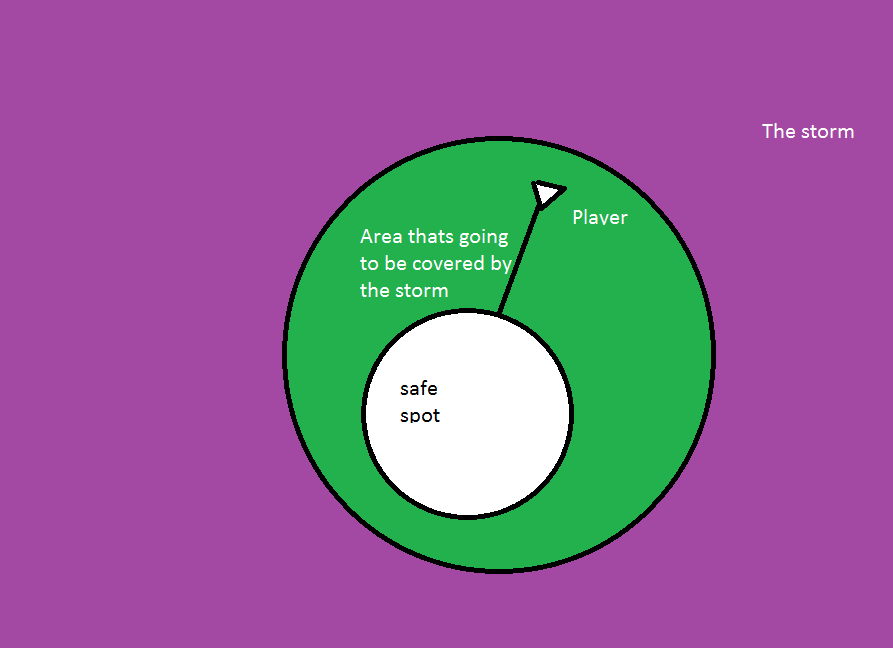
堡垒之夜“毒圈”示意图

大逃杀游戏（英語：Battle royale game）是一种电子游戏类型，它融合了生存遊戲的探索和收集元素以及淘汰至最后一人的玩法。英文和中文名稱皆來自1999年的同名日本小說《大逃殺》與其後的電影《大逃殺》系列，遊戲性也是自該作品得到啟發，为传统多人混战的電子遊戲化形式。通常在这种游戏中，大量无装备的玩家个体或小型团队会被放在一个大的环境中。玩家必须收集武器、盔甲和工具来追捕其他玩家，同时避免被杀害。随着时间的推移，地图的安全区域会缩小，安全区以外的玩家会受到伤害或死亡，这迫使玩家进入较小的区域并相互遭遇。 最後一个存活的玩家或队伍获得胜利。

## 历史
最早有以小說和电影《大逃殺》元素为基础制作的网页版大逃杀游戏《BR大逃杀》，并从该版本衍生出多个不同版本，其中最广为人知的版本可能是《ACFUN大逃杀》。
然而，現在人們所熟知的大逃殺類型遊戲，例如《絕地求生》等，則是有著不同的起源，他們多是出現在2012年代後，這是因為隨著電腦硬體的提升，歐美開放世界類型的遊戲也跟著增加，這些遊戲可以基於沙盒與模組進行修改，逐漸出現了由玩家自定的大逃殺類型模組，並從這個流行中所衍生而來的作品。例如2012年，电影《饥饿游戏》上映后，在游戏中进行“大逃杀”玩法模式的视频在YouTube中流行。随后，在生存游戏《DayZ》中也发布了“大逃杀”模式的游戏模组。
游戏中玩家生活在一个危险重重的沙盒中，必须相互争斗或者并肩战斗，以获取基本必需品。这种牺牲游戏开放性，专注于玩家之间的敌对互动，以确定最终赢家的游戏模组借此发展起来。比如布莱登·格里尼（Brendan Greene，网名“Playerunknown”）开发的《武装突袭2》和《武裝突襲3》中的大逃杀模式。后来他作为《H1Z1：杀戮之王》的顾问，继续将这种风格带到游戏中。在这之後，格里尼成为蓝洞公司（Bluehole, Inc）的创意开发人员，开发一款大逃杀类型的独立游戏：《絕地求生》。虽然《絕地求生》并不是第一款大逃杀游戏，但其在2017年3月发布早期版本后引起了业界极大关注，在4个月内获得了超过600万的销量，被认为是该类型游戏的典型。

## 遊戲規則
大型多人射击游戏的大逃杀规则沿袭《DayZ》“大逃杀”模组、《H1Z1：杀戮之王》以及《絕地求生》的游戏玩法，随着2016年《H1Z1：杀戮之王》、2017年《绝地求生》的流行，其规则迅速普及，成为大逃杀游戏的典型规则，故别称“吃鸡”模式。

### 典型规则
- 安全区：常称为“毒圈”，游戏在不同时段随机设置安全区，安全区外的玩家生命值会以一定速度削减。安全区会分几回在特定倒计时后缩小至新范围，愈到后期区外生命值惩罚会越重。此機制用於逼迫玩家進入小區域互相戰鬥，而不是一直躲在某處。
- 死鬥：玩家个体或队伍需要与其他玩家相互战斗，其生命值如果在战斗中耗尽则会倒地或死亡，死亡后一般不能够重生，如果无存活队友则会退出该局游戏。最后存活的玩家个体或队伍为胜。
- 开放世界：游戏设置的虚拟世界地图一般都比较宽广，并分为多个建筑密集、物资丰富的“城区”和建筑稀少、物资较少或无物资的广大“野区”。
- 空降选点：所有玩家都通过一部特定轨迹的飞行器空降至地图各处。
- 物资收集：类生存游戏规则，玩家个体或队伍在游戏开始时不会携带任何装备，需要收集散落在地图各处随机分布的武器、武器配件、装备或物资进行战斗或补给。

### 额外机制
- 随机致命区：地图会随机出现限时的轰炸区或毒气区等区域使玩家死亡。如《H1Z1：杀戮之王》和《絕地求生》。
- 物理破坏和建造：玩家可以破坏建筑或建造掩体。如、《戰地風雲5》、《荒野亂鬥》和《辐射76》。
- 角色：玩家可以使用具有不同特色技能或被动属性的角色进行游戏，其技能常有特定的战术效果。如《Apex英雄》、《荒野亂鬥》、《无限法则》和《戰地風雲2042》等遊戲。
- 限时重生：玩家可以在限时内由队友复活。如《Apex英雄》、《荒野亂鬥》和《使命召唤：Mobile》。
- 載具：玩家可在地圖中尋獲到載具，來取得移動上的優勢。如《戰地風雲5》、《絕地求生》等遊戲。